# Dekadenkult
Der Dekadenkult (französisch Culte décadaire) ist einer der Revolutionskulte der Französischen Revolution. Man begann ihn – im Zuge der Entchristianisierungsbestrebungen in der Ersten Französischen Republik – 1793/94 (= Jahres II des Französischen Revolutionskalenders).

## 2. Republikanischer Kalender
Das Kalendergesetz vom 4. Frimaire II (24. November 1793) sah eine dezimale Zeiteinteilung mit Beginn des Jahres III (22. September 1794) vor. Man wollte den Kalender als politisches Instrument nutzen und den Bruch mit der christlichen Kultur auch in der Zeitrechnung durch Abschaffung des Gregorianischen Kalenders manifestieren. So sollte er zum Beispiel den Sonntag als Ruhetag ersetzen. Die Woche wurde durch die Dekade von 10 Tagen ersetzt, drei Dekaden bildeten einen Monat. Die zehn Tage der Dekaden wurden durchgezählt. Dadurch gab es nur noch alle zehn Tage einen freien Tag, das Fest der Vernunft, und zusätzlich einige Feiertage am Jahresende im September. Die traditionellen christlichen Feiertage (Weihnachten, Ostern etc.) wurden durch Revolutionsfeste ersetzt.
Auf dem Gebiet des heutigen Deutschland verkündete François Joseph Rudler am 19. Juli 1798 nach der endgültigen Eroberung des linken Rheinufers (siehe Koalitionskriege) diese fundamentale Umstellung der bisherigen Lebenswelt als Tugendkatalog.
Während einer Übergangszeit hielten sich nur die Administration („usage civil“) und bewusst revolutionsaffine Bürger (vrais citoyens) an die Dekaden, in der Direktorialverfassung wurden sie nicht mehr erwähnt und versanken in die Bedeutungslosigkeit. In offiziellen Schriften wie Notarverträgen wurde oft eine Doppeldatierung vorgenommen. 
François-Martin Poultier entwarf eine 44-teilige Redensammlung für den Gebrauch an den Dekadenfesten, die in Lieferungen zu je zwei Stück erscheinen sollten. Der Mainzer Republikaner und Clubist Georg von Wedekind übersetzte während seines Exils in Straßburg drei Lieferungen ins Deutsche, danach blieb jedoch die Unterstützung für dieses Projekt aus und die Übersetzungen wurden eingestellt.

## Im Direktorium

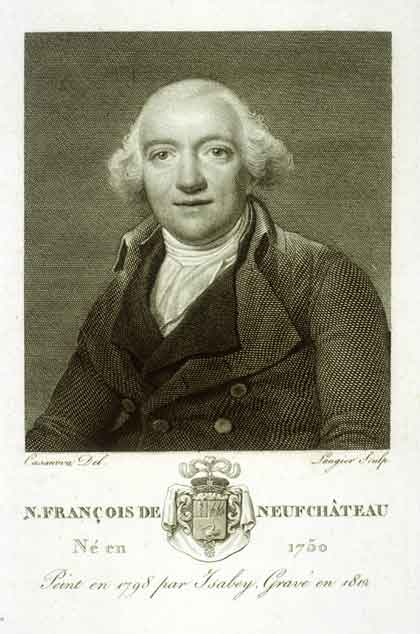
François de Neufchâteau

Mit dem Staatsstreich des 18. Fructidor V etablierte sich wieder eine radikalere Regierung. Mit Erlass des Direktoriums vom 3. April 1798 (arrêté du 14 germinal an VI) wurde eine verstärkte Umsetzung des Revolutionskalenders und Erneuerung der Dekadenfeiern angeordnet.
Ab dem 17. Thermidor VI (4. August 1798) erhielt der Dekadenkult auch Gesetzeskraft, der Decadi wurde erstmals als Ruhetag allgemein festgeschrieben. Verwaltungsvorschriften vom 13. Fructidor VI ordneten ihm den Termin für die Zivilehe im Rahmen der Verwaltungsfeiern zu. Ab dem 23. Fructidor VI (9. September 1798) wurde der Dekadi für alle Bereiche der Gesellschaft gültig. Der neue Kult wurde durch missionierende Sendboten und mit staatlichen Zwangsmaßnahmen durchgesetzt. Treibende Kraft hierbei war Innenminister Nicolas-Louis François de Neufchâteau.
Mit dem Konkordat von 1801 und dem Inkrafttreten der Organischen Artikel wurde die antiklerikale Politik der Revolutionszeit beendet. Am 1. Januar 1806 wurde der Dekadenkult schließlich abgeschafft.
Georg Friedrich Rebmann rühmte den Revolutionskalender mit seinem Dekadenkult

„als Ausdruck des Mutes des französischen Volkes, die errungene Freiheit gegen die ganze Welt zu behaupten.“